# Dogri jezik
Dogri jezik je jedan od jezika Indije. Govori ga oko 2 milijuna ljudi u Jammu (država Jammu i Kashmir), kao i u Kashmiru i Punjabu.
Ranije se smatralo da je dogri dijalekt Istočnopandžapskog jezika. Narod koji govori ovaj jezik naziva se Dogra.
Dogri jezik za pisanje koristi varijantu arapsko-perzijskog pisma (takri).